# Michal Ježdík
Michal Ježdík (* 4. srpna 1963, Praha) je československý basketbalista, účastník Mistrovství Evropy 1991 a Mistrovství Evropy juniorů 1982, ligový hráč a střelec, poté trenér a sportovní funkcionář.

## Život
Je absolventem Gymnázia v Praze 7, Nad Štolou (1981) a Univerzity Karlovy v Praze, Fakulty tělesné výchovy a sportu (1986).
V československé basketbalové lize 10 sezón hrál za tým Sparta Praha a 1 sezónu za RH Pardubice celkem odehrál 11 ligových sezon a zaznamenal v nich 6545 bodů. Se Spartou Praha získal tři stříbrné medaile za druhá místa v československé lize v letech 1989 až 1991. 
Za Spartu Praha hrál ještě 6 sezón v České basketbalové lize (1993-1998) a získal stříbrnou medaili za druhé místo (1993) a bronzovou medaili za třetí místo (1994).
V basketbalové lize odehrál celkem 17 sezón (1981-93, 1993-1998), hráčskou kariéru v ligové Spartě ukončil ve svých 35 letech. V historické tabulce střelců Sparty je na 1. místě, celkem zaznamenal 9079 bodů, tedy průměr na sezónu 567 bodů.S družstvem Sparta Praha v lize basketbalu byů 4x vicemistrem republiky a má jedno třetí místo.
S týmem Sparta Praha se jako hráč zúčastnil FIBA Poháru vítězů národních pohárů 1992 (vyřazeni ve 2. kole řeckým Panionios Atheny rozdílem 14 bodů ve skóre) a osmi ročníků FIBA Poháru Korač 1990 - vyřazeni rozdílem 2 bodů ve skóre švýcarským Bellinzona Basket (88-83, 73-80), 1991 - vyřazeni rozdílem 5 bodů ve skóre řeckým Panathinaikos Atheny (64-72, 75-72, z toho Ježdík zaznamenal 49 bodů), 1993 - vyřazeni řeckým AEK Atheny (82-91, 80-95), 1994 - vyřazeni tureckým Fenerbahce Istanbul (96-87, 56-95), když na utkání v Istanbulu bylo 13 tisíc diváků. 1995 - vyřazeni rozdílem 8 bodů ve skóre belgickým Okapi BBC Aalst (75-91, 68-60), 1996 - vyřazeni francouzským JDA Dijon(51-78, 69-71). V dalších 2 ročnících soutěže (1996, 1997) se Sparta Praha probojovala z kvalifikace do čtvrtfinálové skupiny Evropského poháru Korač. Za Spartu Praha odehrál 9 ročníků Evropských klubových pohárů a v 29 zápasech zaznamenal celkem 409 bodů.
Za československou basketbalovou reprezentaci hrál na Mistrovství Evropy 1991 v Římě, Itálie (6. místo) a na předolympijské evropské kvalifikaci ve Španělsku, kde Československo skončilo šesté mezi 25 týmy a nekvalifikovalo se na Olympijské hry 1992. Za reprezentační družstvo Československa v letech 1985-1992 odehrál celkem 168 zápasů.
Již v době hráčské kariéry začala jeho trenérská dráha v klubu Sparta Praha, kde byl hrajícím trenérem ligového družstva (1994-1995). Byl trenérem ligových družstev Sparta Praha (1995-1996, 1997-2003, 7 sezón) a ČEZ Basketball Nymburk (2003-2006), se kterým získal tři tituly mistra České republiky a s týmem startoval v Evropských klubových pohárech FIBA. Šest let byl trenérem reprezentace mužů České republiky (2001-2005, 2008-2009).

## Hráčská kariéra

### Kluby
- 1975-1982 Sparta Praha - žáci a junioři
- Československá basketbalová liga
  - 1981-1986 Sparta Praha - 8. místo (1985), 3x 9. místo (1982, 1984, 1986), vítěz 2. ligy (1983)
  - 1986-1987 RH Pardubice - 10. místo (1987)
  - 1987-1993 Sparta Praha - 3x 2. místo (1989, 1990, 1991), 5. místo (1992), 7. místo (1988), 8. místo (1993)
- Česká basketbalová liga
  - 1993-1998 Sparta Praha - 2. místo (1993), 3. místo (1994), 2x 5. místo (1995, 1996), 6. místo (1998), 9. místo (1997)
- Československá a česká basketbalová liga celkem 17 sezón (1981-1998), 9079 bodů (7. místo) a 5 medailových umístění
  - 4x vicemistr republiky (1989, 1990, 1991, 1993). 1x3. místo (1994)

FIBA Evropské basketbalové poháry klubů
- jako hráč za tým Sparta Praha
- FIBA Pohár vítězů národních pohárů - ročník 1992 Sparta Praha - Panionios Athény 87-81, 84-103, Michal Ježdík 2 zápasy, 23 bodů
- FIBA Pohár Korač - účast v 8 ročnících soutěže - 1990, 1991 - Sparta vyřazena Panathinaikos Athény rozdílem pouhých 5 bodů ve skóre ze 2 zápasů (64-72, 75-72, Ježdík zaznamenal 49 z celkem 139 bodů Sparty), 1993 (Sparta doma porazila Fenerbahce Istanbul 96-87, Ježdík z toho 21 bodů), 1994, 1995, 19996, účast ve čtvrtfinálové skupině: 1997, 1998
- za tým Sparta Praha v Evropských pohárech FIBA zaznamenal celkem 409 bodů ve 29 zápasech, což činí průměr 14,1 bodu na zápas.

### Československo a Česká republika
- Předolympijská kvalifikace - 1992 Španělsko (87 bodů, 9 zápasů) 6. místo mezi 255 týmy a Československo nepostoupilo na OH
- Mistrovství Evropy 1991 Řím, Itálie (48 bodů /4 zápasy) 6. místo.
- Za reprezentační družstvo Československa v letech 1984-1994 celkem 168 zápasů

## Trenér

### Kluby
- Sparta Praha
  - 1987-1994 - žáci a junioři
  - 1994-1996 - trenér, zároveň hráč, liga muži + FIBA Pohár Korač
  - 1996/1997 - asistent trenéra Ing.Vladimíra Hegera, zároveň hráč, liga muži,
  - 1997-2003 - trenér, zároveň hráč (do 1998), liga muži (NBL) + FIBA Pohár Korač, 4x postup z kvalifikace do skupiny (1996-2000)
- ČEZ Basketball Nymburk
  - 2003-2006 - trenér, liga muži (NBL), 3x mistr České republiky (2004, 2005, 2006), vítěz Poháru České republiky (2004, 2005),
  - FIBA EuroChallenge - 2004 (5. místo ve skupině D), 2005 (4. místo ve skupině A a play-off až do čtvrtfinále),
  - FIBA EuroCup 2006 (postup až do čtvrtfinále)
- 2006-2007 BK Prostějov - trenér, liga muži (NBL), FIBA Challenge Cup (postup až do čtvrtfinále)

### Česká republika
- 1994 asistent trenéra juniorek
- 1995-1997 asistent trenéra mužů České republiky
- 1997-2000 trenér reprezentace mužů do 20 let (U20), Mistrovství Evropy U20, Makedonie 2000 (12. místo)
- 2001-2005, 2008-2009 trenér reprezentace mužů České republiky

trenérské stáže a aktivity
- 2005 člen trenérského týmu Detroit Pistons (NBA Summer League, Las Vegas)
- 2008 čtyřtýdenní pracovní stáž v týmu ligy Španělska Unicaja Malaga (trenér Sergio Scariolo)
- 2009 desetidenní pracovní stáž v týmu ligy Španělska Unicaja Malaga (trenér Aito Garcia Reneses)

## Funkcionářská a profesní

### ČEZ Basketball Nymburk
- od 2010 sportovní ředitel Basketbalového Centra Mládeže Nymburk (výchova mladých hráčů)
- od 2011 sportovní ředitel ČEZ Basketball Nymburk, muži ( EuroCup, VTB United League, Mattoni NBL)

### profesní
- od 1995 odborný asistent na Univerzitě Karlově, Fakulta tělesné výchovy a sportu (katedra sportovních her, specializace basketball, teorie a didaktika vyučování sportu)
- od 2006 basketbalový expert a spolukomentátor České televize (Euroleague, EuroCup, Mistrovství Evropy, Mistrovství světa, Mattoni NBL)
- 2009-2011 sportovní ředitel projektu Future Stars (výchova mladých hráčů)